# Pixídio

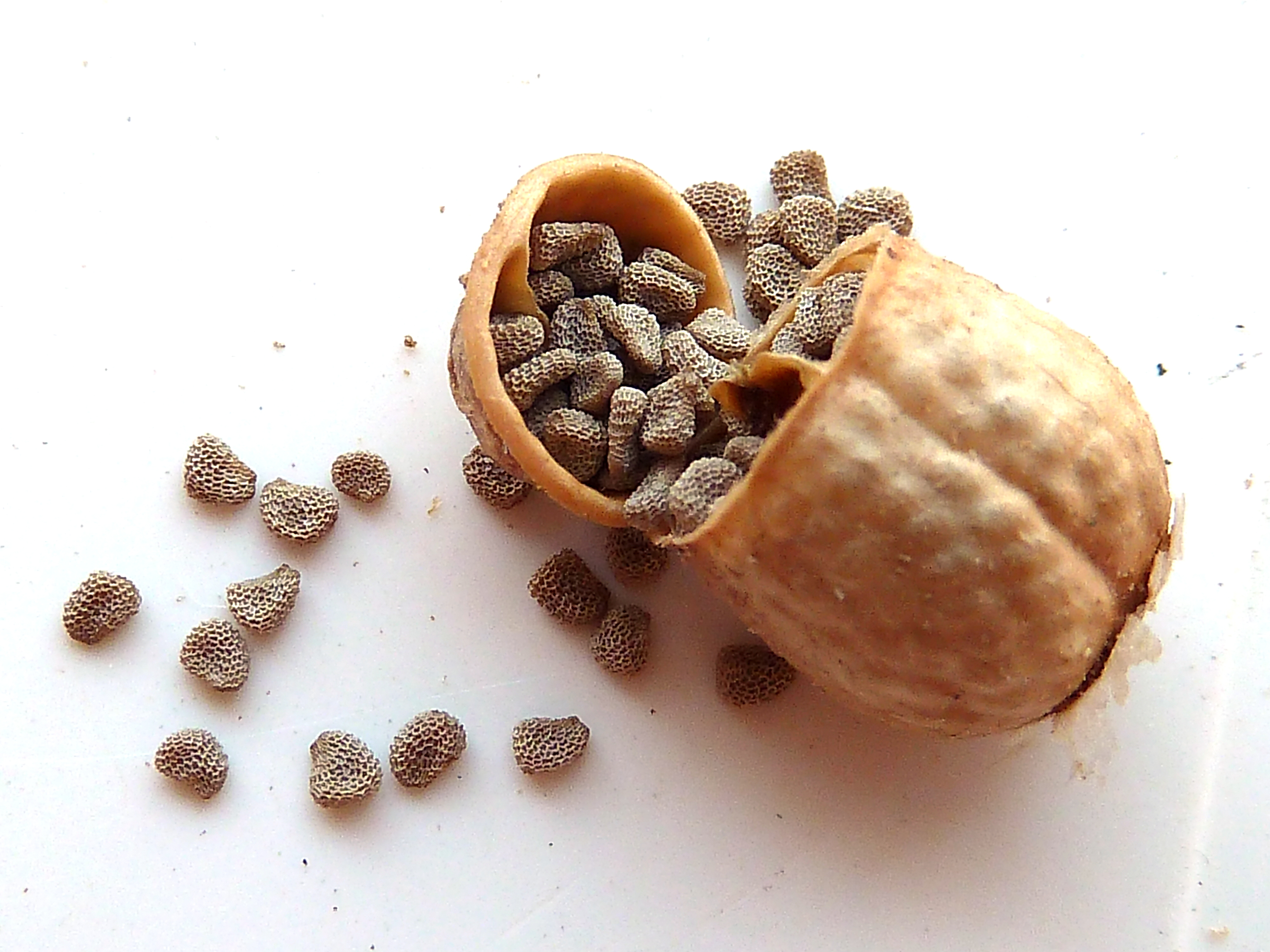
Pixídio de Hyoscyamus albus.

Pixídio é um fruto seco e deiscente, com um tipo de abertura bastante particular: a parte superior do ovário (ou a parte correspondente ao estigma e ao estilete) destaca-se do restante do fruto na maturação, como uma tampa (também chamada de opérculo ou caliptra). Usualmente esses frutos são pêndulos, e ao abrir a "tampa" as sementes são liberadas pela força da gravidade.
Pixídios são comuns em papoulas e em alguns gêneros da família Lecythidaceae.